# Sao Súng Lục
Sao Súng Lục (tiếng Anh: Pistol star)         là một sao cực siêu khổng lồ xanh lam cực sáng và là một trong những ngôi sao sáng nhất được biết đến trong dải Ngân Hà. Đây là một trong nhiều ngôi sao trẻ khổng lồ thuộc cụm sao Bộ Năm trong khu vực trung tâm Ngân Hà. Ngôi sao này đặt tên theo hình dạng của tinh vân Súng Lục được nó chiếu sáng. Nó cách Trái Đất khoảng 25.000 năm ánh sáng về hướng chòm sao Nhân Mã. Ngôi sao có khối lượng lớn tương đương với V4998 Sagittarii và độ sáng gấp 3,3 triệu lần Mặt Trời (L☉). Nó sẽ có thể nhìn thấy bằng mắt thường như một ngôi sao cấp 4 nếu như không bị bụi liên sao che khuất hoàn toàn khỏi tầm nhìn trong vùng ánh sáng nhìn thấy.

## Đặc trưng

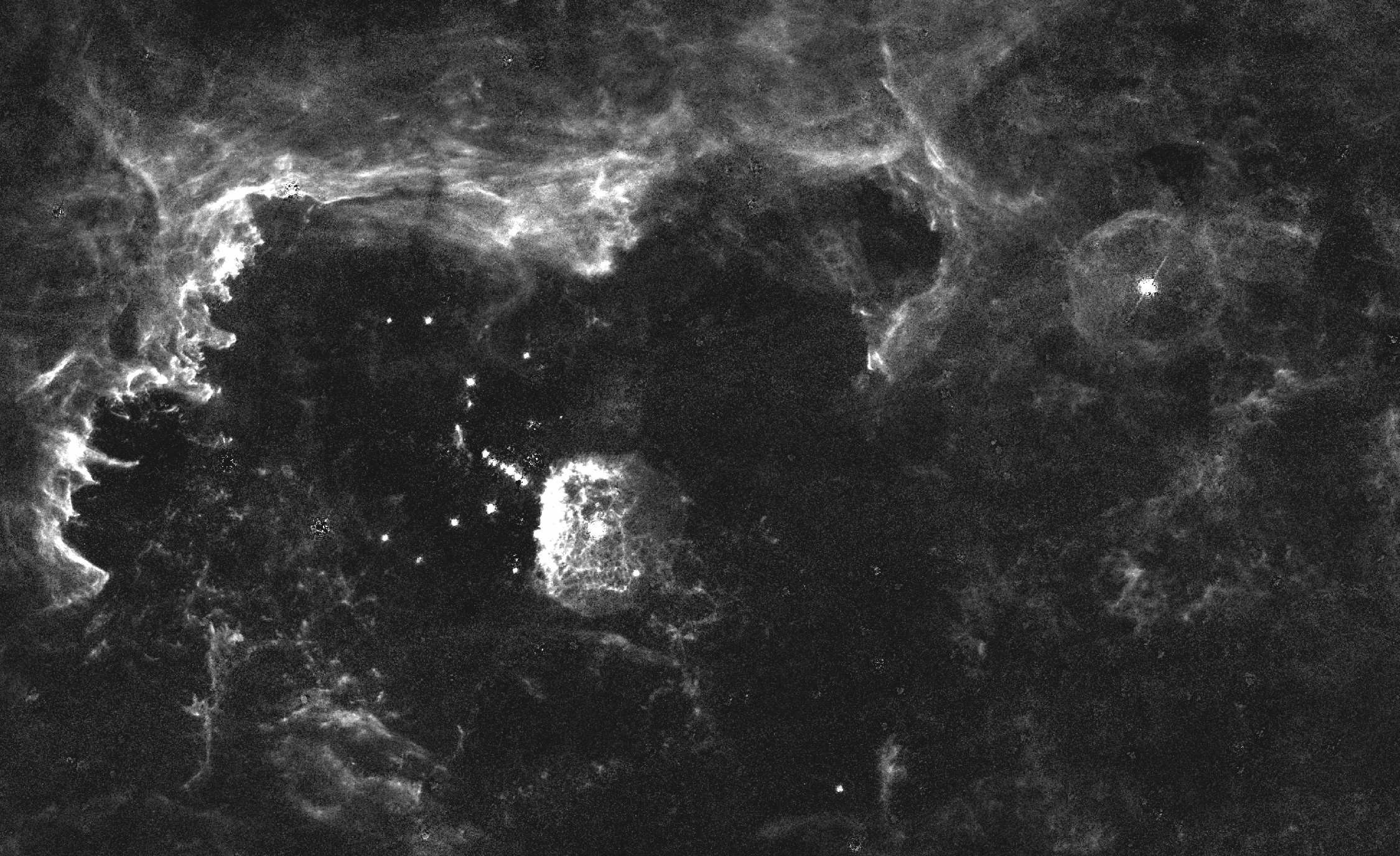
Khu vực cụm sao Bộ Năm, vùng trung tâm là sao Súng Lục và tinh vân bao quanh nó.

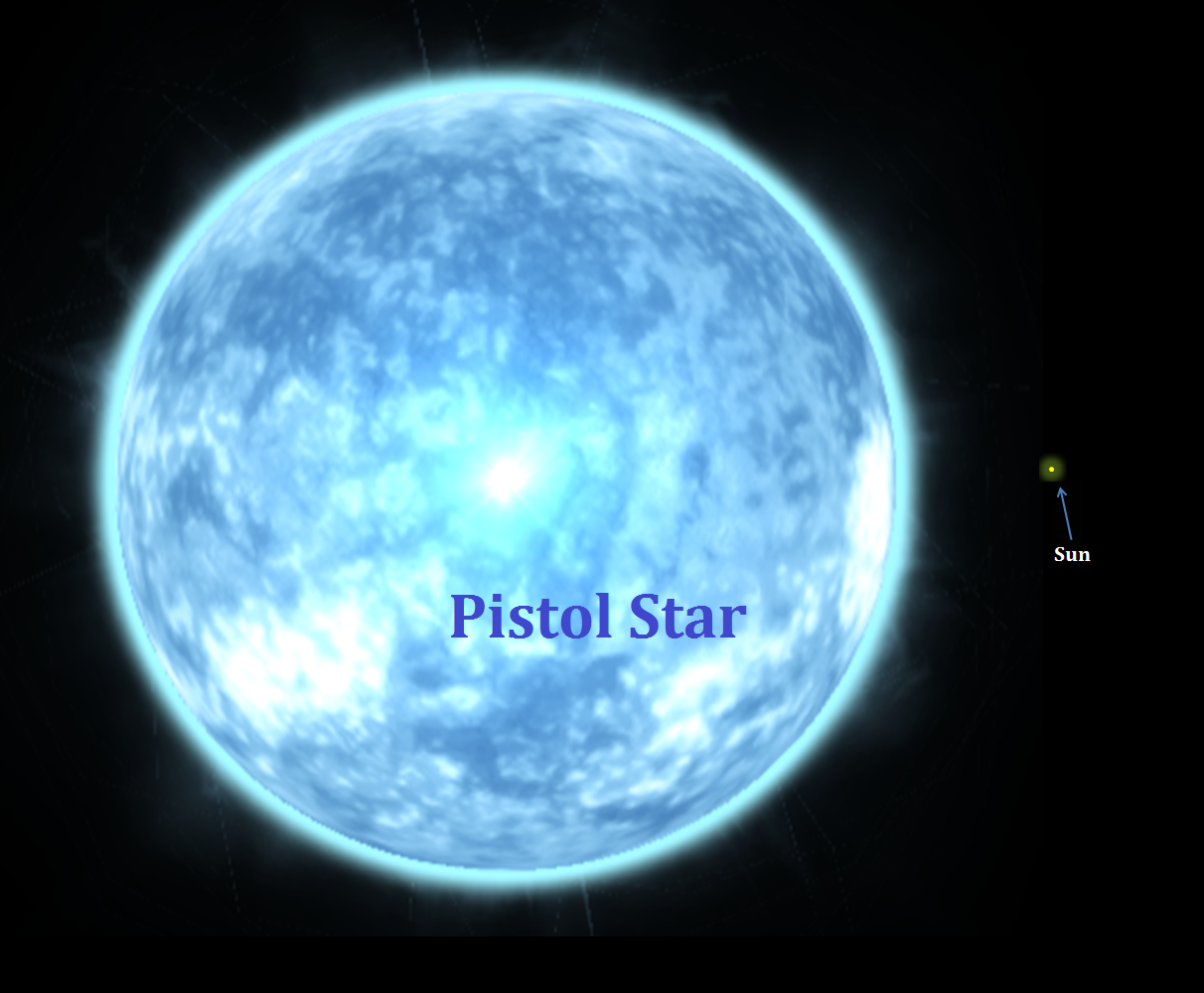
Sao Súng Lục và Mặt Trời

Sao Súng Lục được nhà thiên văn học Don Figer từ Đại học California tại Los Angeles phát hiện trong thập niên 1990 khi sử dụng Kính viễn vọng không gian Hubble. Ngôi sao này đã phóng ra ngoài khối lượng vật chất gần 10 lần khối lượng Mặt Trời trong những vụ phun trào khổng lồ có thể diễn ra từ 4.000 đến 6.000 năm trước (như quan sát được từ Trái Đất). Gió sao của nó mạnh hơn của Mặt Trời khoảng 10 tỉ lần. Tuổi chính xác và tương lai của nó vẫn còn chưa rõ, nhưng dự kiến nó sẽ kết thúc như một siêu tân tinh hoặc một cực siêu tân tinh sáng chói trong 1 đến 3 triệu năm tới. Một số nhà thiên văn học phỏng đoán rằng khối lượng khổng lồ của nó có thể liên quan đến vị trí gần Trung tâm Ngân Hà, vì quá trình hình thành sao ở đó có thể tạo cho những ngôi sao lớn. Khối lượng của nó cũng có độ không chắc chắn tương đương, được cho là gấp hơn 100 lần Mặt Trời khi mới hình thành nhưng hiện nay nhỏ hơn đáng kể do mất khối lượng cực lớn. Việc lập mô hình bản thân ngôi sao này để phù hợp với quang phổ của nó tạo ra khối lượng bằng 27,5 M☉, trong khi việc so sánh các tính chất hiện tại của nó với mô hình tiến hóa sẽ cho khối lượng lớn hơn nhiều (86–92 M☉). Các nghiên cứu sớm hơn thì cho rằng sao Súng Lục là ngôi sao nặng nhất đã biết với khối lượng cỡ 250 M☉.
Các báo cáo ban đầu cho rằng nó có thể là ngôi sao sáng nhất được biết đến, tạo ra nguồn năng lượng gấp 100 triệu lần Mặt Trời. Tuy nhiên những nghiên cứu sau này đã giảm độ sáng ước tính của nó xuống thấp tới 1,6 triệu lần Mặt Trời (độ sáng khoảng một phần ba so với hệ sao đôi Eta Carinae), khiến nó trở thành một ứng viên sao biến quang lam sáng, dựa theo bán kính 306 R☉ và nhiệt độ hiệu dụng 12.000 K, hoặc cao đến 3,3 triệu lần Mặt Trời, dựa theo bán kính 420 R☉. Ngay cả khi như vậy, năng lượng nó phát xạ trong 20 giây vẫn lớn bằng năng lượng phát xạ của Mặt Trời trong 1 năm. Một nguồn điểm gần đã được phát hiện ẩn trong vùng mây mù xung quanh, nhưng chưa có xác nhận nào về việc nó là một ngôi sao hay liệu nó có liên kết vật lý hay không.

## Những ngôi sao sáng chói
Những ngôi sao thuộc loại có khối lượng khoảng 80-150 lần Mặt Trời và thời gian tồn tại chỉ một vài triệu năm. Không giống như các ngôi sao thông thường, chúng chịu ảnh hưởng mạnh của áp lực từ phía ngoài của ánh sáng mà chúng phát ra, tạo ra những cơn gió sao lớn thổi ra bầu khí quyển ngoài của chúng. Bên cạnh sao Súng Lục, một số sao khác đã được trích dẫn là các "ngôi sao sáng nhất" trong những năm gần đây. Hầu như tất cả chúng đã bị các nghiên cứu hoàn thiện sau này hạ cấp. Trong số các sao nổi tiếng nhất là Eta Carinae, hiện nay được xác định là một hệ sao ít nhất là gồm hai sao. Ngân Hà có lẽ có 10-100 sao to lớn vượt cả Eta Carinae, nhưng ánh sáng của chúng bị bụi liên sao che lấp, cản trở việc nhận dạng và nghiên cứu chi tiết. Hầu hết chúng chỉ được quan sát bằng ánh sáng hồng ngoại.